# Cremastus evansi
Cremastus evansi là một loài tò vò trong họ Ichneumonidae.